# UNISIG
Die UNISIG (Union Industry of Signalling) ist ein assoziiertes Mitglied des Eisenbahnindustrie-Verbands UNIFE. Sie wurde 1998 mit dem Ziel gegründet, die Spezifikationen für ERTMS/ETCS zu erstellen. Von 1999 bis 2007 wurden die ERTMS/ETCS-Spezifikationen von UNISIG herausgegeben, Grundlage war die von der ERTMS Users Group erstellte System-Anforderungsspezifikation SRS V.5.a und die funktionale Anforderungsspezifikation FRS V.2.
Voll- und Gründungsmitglieder sind die folgenden Unternehmen der Eisenbahn-Sicherungs- und Signaltechnik: Alstom, Ansaldo STS, Bombardier, Invensys, Siemens, Thales. Seit 2014 sind die Unternehmen AŽD Praha und CAF Vollmitglieder. Sie waren vorher bereits assoziierte Mitglieder.
Die Unternehmen erhielten für die Entwicklung von ETCS zunächst europäische Forschungsförderung. Nach Schätzungen investierten die UNISIG-Mitgliedsunternehmen bis 2005 etwas mehr als eine Milliarde Euro in ETCS.